# Mary Steenburgen
Mary Nell Steenburgen (Newport, 8 febbraio 1953) è un'attrice statunitense, vincitrice del premio Oscar alla miglior attrice non protagonista nel 1981 per la sua interpretazione in Una volta ho incontrato un miliardario.

## Biografia
Nel 1978 è la partner di Jack Nicholson nel film western Verso il sud sua prima interpretazione. Mentre l'anno successivo è la partner di Malcolm McDowell nel film thriller fantascientifico L'uomo venuto dall'impossibile. Nel 1981 grazie alla sua interpretazione in Una volta ho incontrato un miliardario si aggiudicherà il premio Oscar alla miglior attrice non protagonista. Nel 1990 partecipa a Ritorno al futuro - Parte III, nei panni di Clara Clayton, la maestra che si innamora dello scienziato Doc Brown. Fra gli altri ruoli particolarmente significativi della sua carriera si ricordano quelli nelle pellicole Buon compleanno Mr. Grape (1993) e Mi chiamo Sam (2001), oltre alla sua partecipazione al telefilm Joan of Arcadia (2003-2005). Appare anche nel pluri-premiato Philadelphia di Jonathan Demme nel 1993, nel ruolo dell'avvocatessa Belinda Conine.

### Vita privata
Dal 1980 al 1990 è stata sposata con l'attore Malcolm McDowell, dal quale ha avuto due figli, tra cui il regista Charlie McDowell. Dal 1995 è sposata con l'attore Ted Danson.

## Omaggi
Nel primo dei due episodi dal titolo Heroes della settima stagione di Stargate SG-1 l'attrice viene nominata da Jack O' Neill come la "personalità" con la quale vorrebbe cenare.

## Filmografia

### Attrice

#### Cinema
- Verso il sud (Goin' South), regia di Jack Nicholson (1978)
- L'uomo venuto dall'impossibile (Time After Time), regia di Nicholas Meyer (1979)
- Una volta ho incontrato un miliardario (Melvin and Howard), regia di Jonathan Demme (1980)
- Ragtime, regia di Miloš Forman (1981)
- Una commedia sexy in una notte di mezza estate (A Midsummer Night's Sex Comedy), regia di Woody Allen (1982)
- La foresta silenziosa (Cross Creek), regia di Martin Ritt (1983)
- Scherzi di cuore (Romantic Comedy), regia di Arthur Hiller (1983)
- Un magico Natale (One Magic Christmas), regia di Phillip Borsos (1985)
- Omicidio allo specchio (Dead of Winter), regia di Arthur Penn (1987)
- Le balene d'agosto (The Whales of August), regia di Lindsay Anderson (1987)
- Fine della linea (End of the Line), regia di Jay Russell (1987)
- Regina senza corona (Miss Firecracker), regia di Thomas Schlamme (1989)
- Parenti, amici e tanti guai (Parenthood), regia di Ron Howard (1989)
- Ritorno al futuro - Parte III (Back to the Future Part III), regia di Robert Zemeckis (1990)
- Amore e magia (The Butcher's Wife), regia di Terry Hughes (1991)
- Buon compleanno Mr. Grape (What's Eating Gilbert Grape), regia di Lasse Hallström (1993)
- Philadelphia, regia di Jonathan Demme (1993)
- Ma chi me l'ha fatto fare! (Clifford), regia di Paul Flaherty (1994)
- Una lunga pazza estate (It Runs in the Family), regia di Bob Clark (1994)
- Pontiac Moon, regia di Peter Medak (1994)
- Mi familia (My Family), regia di Gregory Nava (1995)
- Storie d'amore (The Grass Harp), regia di Charles Matthau (1995)
- Powder - Un incontro straordinario con un altro essere (Powder), regia di Victor Salva (1995)
- Gli intrighi del potere - Nixon (Nixon), regia di Oliver Stone (1995)
- Nobody's Baby, regia di David Seltzer (2001)
- L'ultimo sogno (Life as a House), regia di Irwin Winkler (2001)
- Mi chiamo Sam (I Am Sam), regia di Jessie Nelson (2001)
- La costa del sole (Sunshine State), regia di John Sayles (2002)
- Wish You Were Dead, regia di Valerie McCaffrey (2002)
- Mrs. Pilgrim Goes to Hollywood, regia di Nick Rogers (2002)
- Hope Springs, regia di Mark Herman (2003)
- Casa de los babys, regia di John Sayles (2003)
- Elf - Un elfo di nome Buddy, regia di Jon Favreau (2003)
- Marilyn Hotchkiss' Ballroom Dancing & Charm School, regia di Randall Miller (2005)
- Inland Empire - L'impero della mente (Inland Empire), regia di David Lynch (2006)
- Elvis and Anabelle, regia di Will Geiger (2007)
- Nobel Son - Un colpo da Nobel (Nobel Son), regia di Randall Miller (2007)
- Terapia d'amore (Numb), regia di Harris Goldberg (2007)
- Il buio nell'anima (The Brave One), regia di Neil Jordan (2007)
- Honeydripper, regia di John Sayles (2007)
- Fratellastri a 40 anni (Step Brothers), regia di Adam McKay (2008)
- Tutti insieme inevitabilmente (Four Christmases), regia di Seth Gordon (2008)
- L'occhio del ciclone - In the Electric Mist (In the Electric Mist), regia di Bertrand Tavernier (2009)
- Ricatto d'amore (The Proposal), regia di Anne Fletcher (2009)
- Open Road - La strada per ricominciare (The Open Road), regia di Michael Meredith (2009)
- Che fine hanno fatto i Morgan? (Did You Hear About the Morgans?), regia di Marc Lawrence (2009)
- Dirty Girl, regia di Abe Sylvia (2010)
- The Help, regia di Tate Taylor (2011)
- Last Vegas, regia di Jon Turteltaub (2013)
- Song One, regia di Kate Barker-Froyland (2014)
- A spasso nel bosco (A Walk in the Woods), regia di Ken Kwapis (2015)
- Dean, regia di Demetri Martin (2016)
- Il diario dell'amore (The Book of Love), regia di Bill Purple (2016)
- La scoperta (The Discovery), regia di Charlie McDowell (2017)
- Book Club - Tutto può succedere (Book Club), regia di Bill Holderman (2018)
- Non ti presento i miei (Happiest Season) (2020)
- La fiera delle illusioni - Nightmare Alley (Nightmare Alley), regia di Guillermo del Toro (2021)
- Book Club - Il capitolo successivo (Book Club: The Next Chapter), regia di Bill Holderman (2023)

#### Televisione
- Nel regno delle fiabe (Shelley Duvall's Faerie Tale Theatre) – serie TV, episodio 2x05 (1983)
- Tender Is the Night – miniserie TV (1985)
- The Attic: The Hiding of Anne Frank, regia di John Erman – film TV (1988)
- Frasier – serie TV, 1 episodio (1995)
- I viaggi di Gulliver (Gulliver's Travels), regia di Charles Sturridge – miniserie TV (1996)
- Ink – serie TV, 22 episodi (1996-1997)
- A proposito di Sarah (About Sarah), regia di Susan Rohrer – film TV (1998)
- L'arca di Noè (Noah's Ark), regia di John Irvin – film TV (1999)
- Picnic, regia di Ivan Passer – film TV (2000)
- Curb Your Enthusiasm – serie TV, 5 episodi (2000-2009)
- Living with the Dead, regia di Stephen Gyllenhaal – film TV (2002)
- Law & Order - Unità vittime speciali (Law & Order: Special Victims Unit) – serie TV, 1 episodio (2002)
- Reel Comedy – serie TV, 1 episodio (2002)
- Joan of Arcadia – serie TV, 45 episodi (2003-2005)
- Capital City, regia di Spenser Hill – film TV (2004)
- Becker – serie TV, 1 episodio (2004)
- Rinuncia impossibile (It Must Be Love), regia di Steven Schachter – film TV (2004)
- Reinventing the Wheelers, regia di Lawrence Trilling – film TV (2007)
- Happiness Isn't Everything, regia di Mitchell Hurwitz e James Vallely – film TV (2009)
- Southern Discomfort, regia di Andy Cadiff – film TV (2010)
- Robot Chicken – serie TV, 1 episodio (2011)
- Bored to Death - Investigatore per noia (Bored to Death) – serie TV, 4 episodi (2011)
- Wilfred – serie TV, 4 episodi (2011-2013)
- 30 Rock – serie TV, 5 episodi (2012)
- La terra dei fuorilegge (Outlaw Country), regia di Rachel Abramowitz e Joshua Goldin – film TV (2012)
- Justified – serie TV, 13 episodi (2014-2015)
- Orange Is the New Black – serie TV, 5 episodi (2015)
- The Last Man On Earth – serie TV (2015-2018)
- Grace and Frankie – serie TV, (2020)
- Lo straordinario mondo di Zoey (Zoey's Extraordinary Playlist) – serie TV, 25 episodi e un film tv (2020-2021)

### Doppiatrice
- La lunga strada verso casa (The Long Walk Home), regia di Richard Pearce (1990)
- Ritorno al futuro (Back to the Future) – serie TV, 26 episodi (1991-1992)
- La voce del cigno (The Trumpet of the Swan), regia di Terry L. Noss e Richard Rich (2001)

## Riconoscimenti parziali
- Premio Oscar
  - 1981 – Miglior attrice non protagonista per Una volta ho incontrato un miliardario
- Golden Globe
  - 1981 – Miglior attrice non protagonista per Una volta ho incontrato un miliardario

## Doppiatrici italiane
Nelle versioni in italiano dei suoi film, Mary Steenburgen è stata doppiata da: 
- Stefanella Marrama in Una volta ho incontrato un miliardario, Ritorno al futuro - Parte III, Ma chi me l'ha fatto fare!, La costa del sole, Elf - Un elfo di nome Buddy, Wilfred
- Anna Rita Pasanisi in Gli intrighi del potere - Nixon, L'arca di Noè, Ricatto d'amore, A spasso nel bosco
- Cinzia De Carolis in Nobel Son - Un colpo da Nobel, Last Vegas, Non ti presento i miei, Lo straordinario mondo di Zoey
- Maria Pia Di Meo in Philadelphia, Una lunga pazza estate, Mi familia, A proposito di Sarah
- Chiara Salerno in Storie d'amore, I viaggi di Gulliver, L'ultimo sogno
- Aurora Cancian in Mi chiamo Sam, Fratellastri a 40 anni, Che fine hanno fatto i Morgan?
- Liliana Sorrentino in Tutti insieme inevitabilmente, Book Club - Tutto può succedere, Book Club - Il capitolo successivo
- Livia Giampalmo in L'uomo venuto dall'impossibile, Ragtime
- Laura Boccanera in Buon compleanno Mr. Grape, L'occhio del ciclone - In the Electric Mist
- Franca D'Amato in Il buio nell'anima, The Help
- Barbara Castracane in Hope Springs, 30 Rock
- Alessandra Korompay in The Last Man on Earth, Grace and Frankie
- Rossella Izzo in Verso il sud
- Sonia Scotti in La foresta silenziosa
- Paila Pavese in Scherzi di cuore
- Simona Izzo in Un magico Natale
- Valeria Perilli in Omicidio allo specchio
- Fabrizia Castagnoli in Regina senza corona
- Silvia Pepitoni in Parenti, amici e tanti guai
- Micaela Esdra in Amore e magia
- Vanna Busoni in Powder - Un incontro straordinario con un altro essere
- Emanuela Rossi in Joan of Arcadia
- Pinella Dragani in The Dead Girl
- Irene Di Valmo in Orange Is the New Black
- Antonella Giannini in La fiera delle illusioni - Nightmare Alley

Da doppiatrice è sostituita da:
- Mirella Pace in La lunga strada verso casa
- Dania Cericola in Ritorno al futuro
- Tiziana Avarista in La voce del cigno
- Alessandra Korompay in La lunga strada verso casa (ridoppiaggio)